# Kevin van Kippersluis
Kevin Bernard van Kippersluis (Hilversum, 30 juni 1993) is een Nederlands voetballer die doorgaans speelt als vleugelspeler. In juli 2024 verruilde hij Ajax zaterdag voor HSV Wasmeer.

## Clubcarrière
Van Kippersluis kwam via HSV Wasmeer en Ajax in de jeugdopleiding van FC Utrecht terecht. Vanaf de zomer van 2012 kwam hij uit in het belofteteam van de Domstedelingen. In zijn eerste seizoen kwam de buitenspeler nog tot elf doelpunten, maar in het half jaar erna kwam hij niet verder dan drie. In januari 2014 besloot de clubleiding Van Kippersluis te verhuren. Excelsior besloot om hem voor een half jaar over te nemen. Zijn debuut maakte hij op 17 januari, toen er met 1–1 gelijkgespeeld werd tegen FC Dordrecht. Hij begon in de basis en gaf na tweeëntwintig minuten de assist op Lars Hutten, die de openingstreffer maakte. Na een paar wedstrijden verloor hij zijn basisplaats, waarna hij aan het eind van het seizoen terugkeerde naar Utrecht.
In juli 2014 maakte van Kippersluis de overstap naar FC Volendam. Hij maakte zijn debuut voor de club op 8 augustus in de seizoensopener tegen FC Oss (0–4 winst). Eind september maakte hij zijn eerste twee doelpunten en was hij goed voor één assist in de 0–5 overwinning op Sparta Rotterdam. In zijn eerste seizoen liet trainer Hans de Koning hem vaak in de basis starten. Van Kippersluis speelde alle vier wedstrijden mee in de play-offs om promotie, maar kon ondanks een doelpunt niet voorkomen dat uiteindelijk De Graafschap ten koste van Volendam naar de Eredivisie promoveerde. In het volgende seizoen tekende Van Kippersluis voor zijn eerste doelpunt op de derde speeldag tegen FC Den Bosch (2–0 winst), toen hij vijf minuten voor tijd binnen de lijnen kwam en in de blessuretijd het beslissende doelpunt maakte. Hij speelde dat seizoen tweeëndertig wedstrijden, maar slechts veertien keer begon hij aan de aftrap. Tijdens het seizoen 2016/17 miste Van Kippersluis geen enkel competitieduel en hij speelde alle wedstrijden mee in het KNVB Bekertoernooi, waarin Volendam reikte tot de kwartfinale. Van Kippersluis werd clubtopscorer met dertien treffers en troefde daarmee vice-topscorer aller tijden Jack Tuijp af, die dat seizoen negen doelpunten maakte.
In het seizoen 2017/18 speelde hij nog twee wedstrijden voor FC Volendam, waarna hij de club verliet. Op 31 augustus, de laatste dag van de transferperiode, tekende hij een contract voor twee jaar met een optie voor nog een seizoen bij SC Cambuur, de nummer drie van het voorgaande seizoen uit de Eerste divisie. Drie dagen later maakte hij zijn debuut voor Cambuur in een wedstrijd tegen zijn oude ploeg FC Volendam. Na eerder al driemaal in de KNVB Beker gescoord te hebben tegen respectievelijk Helmond Sport en FC Den Bosch, maakte Van Kippersluis op 3 november in een wedstrijd tegen N.E.C. zijn eerste treffer in competitieverband. In 2019 liep zijn contract af. Hij vervolgde zijn loopbaan in Indonesië bij Persib Bandung, een ploeg uit de Liga 1. Uiteindelijk zou hij er maar een half seizoen spelen. In vijftien officiële wedstrijden maakte hij twee doelpunten.
In januari 2020 tekende hij een contract bij CD Badajoz, uitkomend op het derde niveau in Spanje. Zijn debuut maakte hij op 29 januari 2020 door aan het begin van de verlenging in te vallen tijdens de achtste finale van de Copa del Rey tegen Granada, met de stand 2–2. Na de verlenging won Granada met 2–3. In de competitie kwam hij vijftien minuten in actie, voor zijn contract op 22 februari in overleg ontbonden werd. Op 16 maart 2020 sloot hij aan bij het Zweedse AFC Eskilstuna dat uitkomt in de Superettan. Drie maanden later keerde Van Kippersluis terug naar Nederland, waar hij voor Go Ahead Eagles tekende. In januari 2021 vervolgde hij zijn loopbaan op Cyprus bij THOI Lakatamia dat uitkomt in de B' Kategoria. In de zomer van 2021 maakte hij de overstap naar Quick Boys en hij tekende een contract voor twee seizoenen bij de ploeg in de Tweede divisie. Aan het einde van zijn eerste jaar besloten club en speler per direct uit elkaar te gaan. Hierop tekende hij bij TEC. In de zomer van 2023 maakt hij de overstap naar de zaterdagtak van Ajax.
Met ingang van het seizoen 2024/25 keerde Van Kippersluis terug bij zijn oude jeugdclub HSV Wasmeer, waarmee hij ging spelen in de Vierde klasse.